# Florian Kunz
Florian Kunz, född den 22 februari 1972 i Leverkusen, Tyskland, är en tysk landhockeyspelare.
Han tog OS-brons i herrarnas landhockeyturnering i samband med de olympiska landhockeytävlingarna 2004 i Aten.